# КК Билбао
Кошаркашки клуб Билбао (шп. Club Basket Bilbao Berri) шпански је кошаркашки клуб из Билбаоа, града у покрајини Баскија. Из спонзорских разлога пун назив клуба тренутно гласи Сурне Билбао (шп. Surne Bilbao). У сезони 2024/25. такмичи се у АЦБ лиги и у ФИБА Купу Европе.

## Историја
КК Билбао је основан 2000. године као замена за бивши градски клуб Каха Билбао. Од 2004. игра у АЦБ лиги, чији је вицепрвак био у сезони 2010/11. У Купу Шпаније најдаље је стизао до полуфинала.
На међународној сцени клуб бележи запажене резултате. Први пут је у Еврокупу учествовао у сезони 2008/09. и стигао до полуфинала, док је у наредној отишао корак даље и освојио треће место. Три године касније (сез. 2012/13.) вратио се у ово такмичење и овога пута постигао још већи успех — улазак у финале, у ком је поражен од Локомотиве Кубањ. У сезони 2011/12. играо је и у Евролиги и стигао до четвртфинала.

## Успеси

### Национални
- АЦБ лига:
  - Вицепрвак (1): 2011.

### Међународни
- Еврокуп:
  - Финалиста (1): 2013.
  - Треће место (1): 2010.

- ФИБА Куп Европе:
  - Победник (1): 2025.

## Учинак у претходним сезонама
| Сез.     | Првенство Шпаније | Куп Шпаније  | Европско такмичење                    |
| -------- | ----------------- | ------------ | ------------------------------------- |
| 2008/09. | Четвртфинале ПО   | —            | Еврокуп — Полуфинале                  |
| 2009/10. | 9. место          | Четвртфинале | Еврокуп — Полуфинале                  |
| 2010/11. | Вицепрвак         | Четвртфинале | —                                     |
| 2011/12. | Четвртфинале ПО   | —            | Евролига — Четвртфинале               |
| 2012/13. | Четвртфинале ПО   | Четвртфинале | Еврокуп — Финалиста                   |
| 2013/14. | 14. место         | —            | Еврокуп — Топ 32                      |
| 2014/15. | Четвртфинале ПО   | Четвртфинале | —                                     |
| 2015/16. | 10. место         | Полуфинале   | Еврокуп — Топ 32                      |
| 2016/17. | 10. место         | —            | Еврокуп — Топ 20                      |
| 2017/18. | 17. место         | —            | Еврокуп — Топ 24                      |
| 2019/20. | 8. место          | Четвртфинале | —                                     |
| 2020/21. | 17. место         | —            | ФИБА Лига шампиона — Прва групна фаза |
| 2021/22. | 9. место          | —            | —                                     |
| 2022/23. | 12. место         | —            | ФИБА Лига шампиона — Топ 16           |
| 2023/24. | 13. место         | —            | ФИБА Куп Европе — Полуфинале          |
| 2024/25. | —                 | —            | ФИБА Куп Европе — Победник            |

## Познатији играчи
- Данило Анђушић
- Огњен Ашкрабић
- Марко Банић
- Даирис Бертанс
- Јанис Блумс
- Фран Васкез
- Никос Зисис
- Миле Илић
- Антанас Кавалијаускас
- Иван Кољевић
- Раул Лопез
- Дамир Маркота
- Алекс Мумбру
- Милован Раковић
- Предраг Савовић
- Реналдас Сејбутис
- Тијаго Сплитер
- Оливер Стевић
- Марселињо Уертас
- Диор Фишер
- Ламонт Хамилтон